# Kateřinské údolí
Kateřinské údolí je označení pro údolí Černé Nisy nad Stráží nad Nisou, kde se řeka stéká s Lužickou Nisou. Dnes se vyznačuje především průmyslovou zástavbou.

## Historie osídlení
První osídlení v údolí je doloženo v 17. století, kdy zde žili především dřevorubci. Kromě těžby dřeva místní obyvatele živilo především plavení dřeva. Kromě toho zde stály pily. Na konci 17. století jsou pak v údolí doloženy dvě pily, mlýny, a také první mechanická přádelna, která fungovala na vodní pohon. Opravdový boom zažilo údolí po roce 1825, kdy zde přibyla řada dalších objektů, především textilek. Díky spádu toku zde přibližně na každých 6–8 výškových metrech stála továrna poháněná vodním kolem, později nahrazeným vodní turbínou, které ještě později doplňovaly parní stroje. Na konci 19. století v údolí podle všeho stálo 40 továren, někdy se uvádí ještě větší počet. V roce 1842 pak přibyla podél toku cesta do hor, která sloužila k dopravě žuly z okolních lomů. Kromě toho se zde vybudovala řada náhonů a akvaduktů, majitelé továren si zde stavěli sídla s parkovou úpravou okolí, v němž často nechyběly ani vodotrysky.
Jednou z továren, která zde fungovala, byla Sigmundova výrobna jemných látek ve Stráži nad Nisou. V ní bývalo zaměstnáno kolem 500 lidí a na začátku 20. století se řadila k nejmodernějším v celém tehdejším Rakousku-Uhersku. Další známou místní textilkou byla Posseltova přádelna, kterou nechal postavit A. Seidel z Liberce. Kromě textilek tady sídlila také výrobna pián Petrof, dále pak brusírny čoček do dalekohledů a mikroskopů, zastoupení měl i elektrotechnický průmysl. Do řady z těchto továren se nainstalovala nejmodernější vybavení v zemi. Bez zajímavosti jistě není fakt, že firma Trenkler sem měla zavedeno telefonické spojení již v roce 1881 – tedy pouhých 5 let poté, co si Alexander Graham Bell nechal telefon patentovat.
Za hospodářské krize ve 30. letech 20. století se zde veškerá výroba v podstatě zastavila, k jejímu obnovení došlo až po roce 1938, kdy se zde soustředil zbrojní průmysl. Po válce ještě část továren vyráběla slaboproudou techniku, většina objektů však sloužila jako sklady. Řada objektů však bez využití chátrala a později byla zbořena. Jen malou část se podařilo zachránit a zrekonstruovat, jako např. Posseltovu prádelnu v Kateřinkách.

## Současnost
Současná podoba údolí je výsledkem úprav po povodních v roce 1897, kdy voda zničila řadu továren, strhla mosty a poničila silnici. Dnes údolím vede silnice spojující Liberec (resp. jeho část Kateřinky) s Bedřichovem a následně pokračující do Jizerských hor. Turistům zde pak slouží žlutá turistická značka od skalního hradu Jezdec přes Černou Nisu až do Jizerských hor. Právě z ní jsou vidět zbytky průmyslových objektů. Místy navíc stojí zbytky z více než 11 tisíc žulových sloupů, které vytyčovaly 42 km dlouhou hranici obory s jeleny. Rudolfovem, dnes místní částí Liberce, vede modrá turistická značka od vodní nádrže Bedřichov dále do Liberce. V Rudolfově se dochovala původní vodní elektrárna se zařízením. Voda je do ní vedena potrubím ze 4 km vzdálené přehrady, přímo pod elektrárnou se nachází další přehrada s Francisovou turbínou.